# Max Richter
Max Richter (n. 22 martie 1966, Hameln, Republica Federală Germania, Germania) este un compozitor german care a avut o influență puternică asupra stilului postminimalist. A reușit să combine stilul contemporan clasic cu cel alternativ în compozițiile sale din 2006. Max Richter a absolvit Academia Regală de Muzică și a studiat cu Luciano Berio în Italia. Richter este cunoscut pentru proiectele sale deosebit de complexe care includ atât compoziția, cât și înregistrarea propriei muzici. De asemenea, a compus pentru scenă, operă, balet și filme. A produs și a avut colaborări pentru diverse albume ale altor artiști. A înregistrat șapte albume solo, iar muzica sa a fost folosită pentru coloana sonoră a multor filme.

## Legături externe
- Site oficial Arhivat în 19 octombrie 2014, la Wayback Machine.
- Max Richter la Internet Movie Database